# Chesterfield House

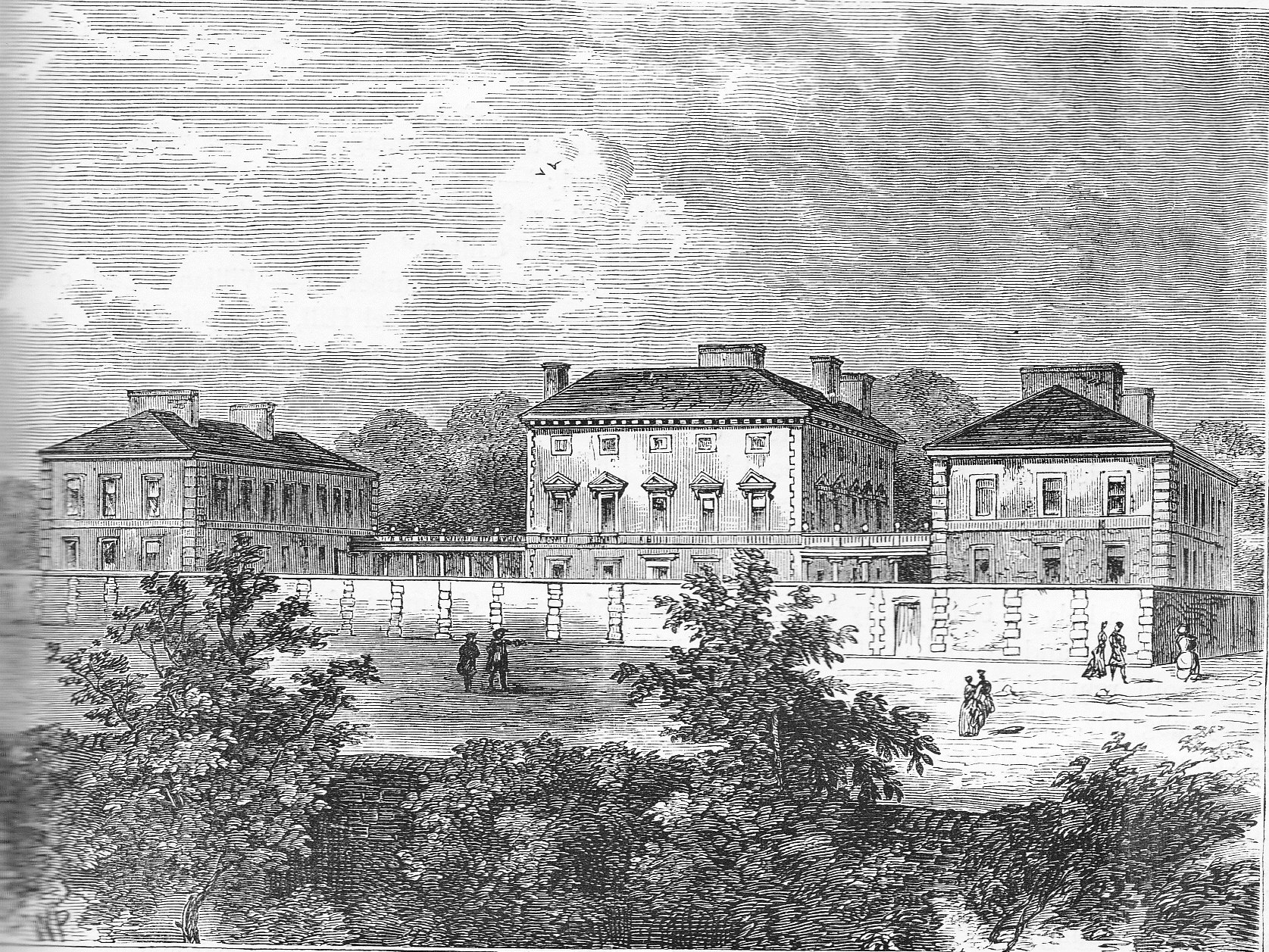
Chesterfield House 1760, veröffentlicht in Walfords Old & New London (1878)

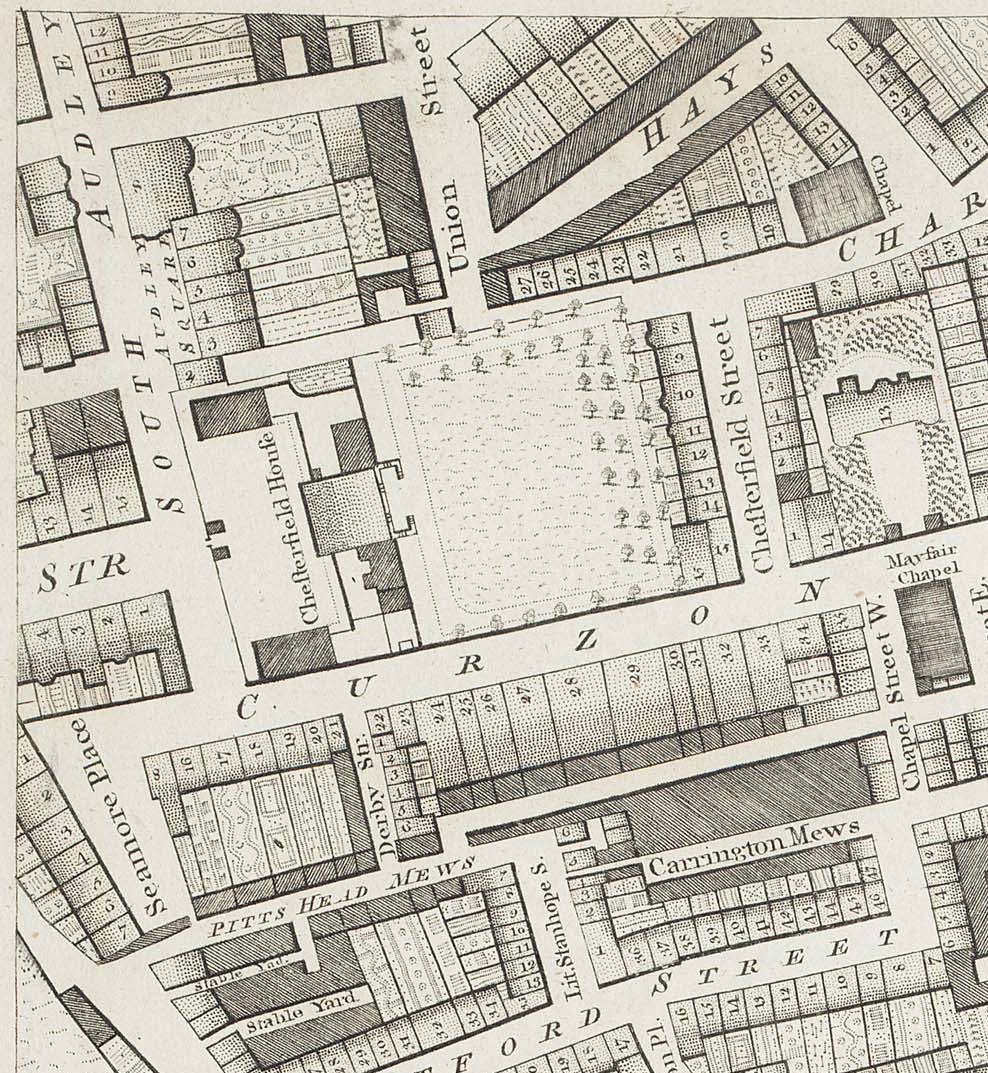
Chesterfield House auf Richard Horwood’s Stadtplan von London 1799

Chesterfield House war eines der großen Londoner Stadthäuser. Philip Stanhope, 4. Earl of Chesterfield (1694–1773), Staatsmann und Literat, ließ es 1747–1752 erbauen. Das Äußere war in palladianistischem Stil gehalten, während die Innenräume im Stil des Barock ausgestattet waren. Es wurde 1937 abgerissen und heute steht an seiner Stelle ein Wohnblock gleichen Namens. Das Haus stand in Mayfair auf der Nordseite der Curzon Street zwischen der South Audley Street und der heutigen Chesterfield Street.
Der französische Reiseschriftsteller Pierre-Jean Grosley sah das Haus in seinem Buch Londres als den Hôtels der Adligen in Paris gleichwertig an.

## Geschichte

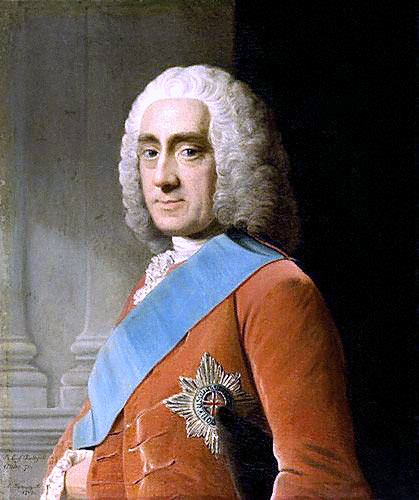
Philip Stanhope, 4. Earl of Chesterfield, der Chesterfield House bauen ließ.

Das Haus entstand auf einem Grundstück, das Richard Howe, 1. Earl Howe, gehörte, nach Plänen des Architekten Isaac Ware. In seinen „Letters to my Son“ schreibt Chesterfield am 31. März 1749 über das “Hotel Chesterfield”:

„Ich habe bisher nur mein Boudoir und meine Bibliothek fertiggestellt; erstere ist der ausschweifendste und fröhlichste Raum in England; der letztere der beste. Mein Garten ist jetzt mit Erde aufgefüllt, bepflanzt und besät und wird in zwei Monaten einen Hort von Grün und Blumen darstellen, wie er in London nicht üblich ist.“

## Bibliothek
Der Quarterly Review (gegründet 1809), Nr. 125 berichtete:

„In dem großartigen Stadthaus, das der Earl in der Audley Street errichten ließ, kann man noch seine Lieblingswohnräume sehen, wie er sie verlassen hat – unter den übrigen, den er prahlerisch als „den schönsten Raum in London“ bezeichnete und der vielleicht auch heute noch unübertroffen bleibt – sein geräumige und wunderschöne Bibliothek, von der aus man den schönsten Privatgarten in London sieht. Die Wände sind bis auf halbe Höhe mit reichen und klassischen Werken der Literatur bedeckt; oberhalb der Regale befinden sich in enger Folge die Portraits berühmter Autoren, französischer wie englischer, von denen er mit den meisten selbst korrespondiert hat; darüber und unmittelbar unterhalb des massiven Gesimses rund um den ganzen Raum in 30 Zentimeter hohen Großbuchstaben die horazischen Linien: 'NUNC . VETERUM . LIBRIS . NUNC . SOMNO . ET . INERTIBUS . HORIS : DUCERE . SOLICITAE . JVCUNDA . OBLIVIA . VITAE.' Auf den Kaminsimsen und Kabinetten stehen Büsten alter Beter, die sich mit üppigen Vasen und Bronzen, antik oder italienisch, und erhabenen Statuen, in Marmor oder Alabaster, nackter oder halb nackter Opernnymphen abwechseln.“

## Treppenhaus

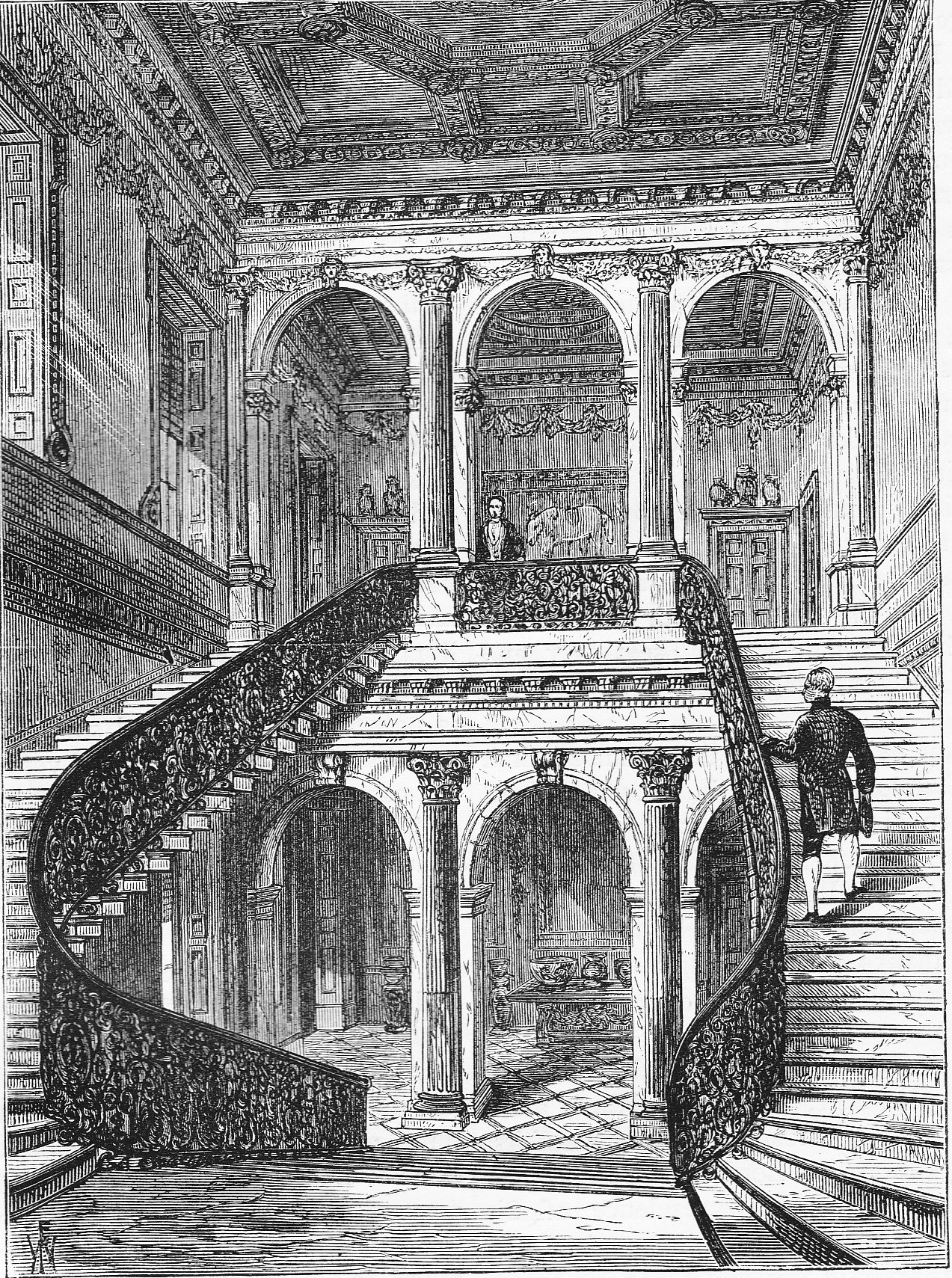
Treppenhaus, das ursprünglich aus Cannons in Edgeware stammte

Die Säulen des Schirms zum Hof hin und das marmorne Treppenhaus mit bronzener Balustrade stammt aus Cannons bei Edgeware, dem Landhaus von James Brydges, 1. Duke of Chandos, († 1744), das bald nach dem Tod seines Besitzers abgerissen wurde, wonach die Baumaterialien 1747 versteigert wurden. Lord Chesterfield kaufte auf der Auktion die Vorhalle und die Geländer. Er stattete sein Stadthaus auch mit Artefakten aus dem Verkauf in Houghton Hall, dem Landhaus von Robert Walpole aus, einschließlich einer 18-flammigen Laterne aus vergoldetem Kupfer. In der Bibliothek hingen Portraits der Vorfahren des Earls. Als Satire auf die Mode der prahlerischen Darstellung alter Ahnen platzierte er zwischen den Portraits zwei alte Porträts, die mit „Adam de Stanhope“ und „Eve de Stanhope“ beschriftet waren.

## Entstehung der Stanhope Street
Lord Chesterfield ließ die Stanhope Street auf dem angrenzenden Grundstück anlagen, das er von Dean & Chapter aus Westminster erworben hatte.

## Beschreibung von 1869
Die folgende Beschreibung erschien in Old & New London von Edward Walford:

„Das Haus selbst hat viele schöne Details und in anderen – muss man zugeben – ist es leicht enttäuschend. Wenn der Besucher von der Portiersloge über den edlen, gepflasterten Hof in die Halle eintritt, überwältigt ihn der Anblick der großartigen Marmortreppe, die nach oben und unten führt und auf der schon der großartige Chandos gegangen sein muss, als er unter dem Dach seines eigenen Palastes 'Canons' weilte. Und, abgesehen von der geschichtlichen Tradition, handelt es sich dabei wirklich um eine Treppe, die 'Ideen' aufsteigen lässt, besonders, wenn sich auf dem ersten Treppenabsatz befindet, nicht nur durch die Büsten von Pitt und Fox, sondern auch durch die erhabene Uhr, offensichtlich eine alte französische Konstruktion, die so aussieht, als hätte sie irgendwann früher die Stunden in Versailles geschlagen. Wenn man ins Musikzimmer über dieselbe Treppe eintritt, kann man allerdings nicht umhin, etwas enttäuscht zu sein. Nicht dass man erwartet hätte, von einer Harmonie süßer Töne begrüßt zu werden, aber man hätte erwartet, dass die Symbolik der Verzierungen an den Wänden, der Decke und den Kaminsimsen insgesamt anmutiger und passender wäre als sie tatsächlich ist, wenn man bedenkt, dass sich die beiden Fiedeln in Halbrelief, vergoldet und über Kreuz angeordnet, kaum mit dem Erscheinungsbild der Harfen, Lyras usw., den üblichen Attributen der Muse der Melodie vergleichen lässt… Noch angenehmer erinnert wird der Besucher aber an denselben Hof [Versailles], wenn er zu den Empfangsräumen im Erdgeschoss hinuntersteigt und in den Salon eintritt, der extra das „Französische Zimmer“ genannt wird. Dort versetzten einen nicht nur die Wandvertäfelung und der Stil verschiedener Möbelstücke in die Herrlichkeit des 'Ancien Régime' der Zeit zurück, als Chesterfield dessen Gesellschaft genoss, sondern auch die Spiegel, einer über dem offenen Kamin und der andere gegenüber, erscheinen, als würden sie diese Gesellschaft widerspiegeln, und nicht nur widerspiegeln, sondern geradezu vervielfachen; weil diese Spiegel, vielfach aus verschiedenen Gläsern geformt, mosaikgleich ineinander passen und die Trennlinien dieser Gläser mit gemalten Blumengebinden usw. verziert sind. Der Betrachter sieht sein Spiegelbilder wieder und wieder und in vielen phantastischen Formen und kann sich selbst in vielen, um nicht zu sagen vielseitigen, Aspekten beurteilen. In einem anderen Raum, zu dem der französische Salon führt, hängt ein großer Kronleuchter, geformt aus hängenden Kristallen, der einst Napoleon gehörte. Der Kaminsims in diesem Raum ist besonders schön; und unter den Bildern an den Wänden befindet sich eine gute Kopie von Titians 'Venus'. Aber vielleicht der interessanteste Raum im ganzen Haus ist die Bibliothek. Dort, wo Lord Chesterfield gewöhnlich saß und schrieb, stehen immer noch die Bücher, von denen man annehmen kann, dass er sie las – Bücher von weltweitem und andauerndem Interesse, die in guter Ordnung, eine Reihe über der anderen, zu Hunderten dastehen…

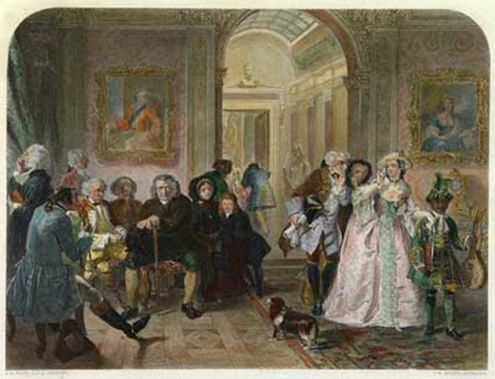
Dr. Johnson im Vorzimmer von Lord Chesterfield. Kolorierte Gravierung von 'Edward Matthew Ward' und 'C. W. Sharpe'.

In einem weiteren Raum, nicht weit von der Bibliothek entfernt, scheint man einen Eindruck vom täglichen Leben des adligen Briefeschreibers zu bekommen, da man dort immer noch sein Vorzimmer sehen kann, in dem er manchmal Aspiranten auf seiner Lordschaft Gunst warten ließ. (Dieser Raum wurde unsterblich im viktorianischen Portrait Dr. Johnsons im Vorraum von Lord Chesterfield von E. M. Ward.) An der Gartenfront draußen befindet sich eine Stein- oder Marmorterrasse über einer großen Rasenfläche, die sich bis zu Rasen und Blumenbeeten hinter dem Haus erstrecken.“

George Capel-Coningsby, 5. Earl of Essex, († 1839), erinnert sich daran, gesehen zu haben, dass der Earl auf einem groben Sitz vor seinem Haus saß und sich an der Sonne wärmte.

## Verkauf
Nachdem das Haus bereits 1869 abgerissen werden sollte, kaufte es der Kaufmann Charles Magniac aus der Londoner City, der das Grundstück hinten beträchtlich kürzte und auf dem abgetrennten Streifen Land eine Reihe von Gebäuden an der Chesterfield Street errichten ließ, die dann Chesterfield Gardens genannt wurden.